# Ron van den Hout
Cornelis Franciscus Maria (Ron) van den Hout (Tilburg, 11 november 1964) is een Nederlands geestelijke en bisschop van de Rooms-Katholieke Kerk. Van juni 2017 tot augustus 2024 was hij bisschop van het bisdom Groningen-Leeuwarden. Op 21 juni 2024 werd bekend dat hij benoemd is tot bisschop van het bisdom Roermond, waarvan hij op 24 augustus de zetel in bezit heeft genomen.

## Levensloop
Van den Hout werd geboren als oudste in een gezin van drie kinderen en groeide op in Diessen. Zijn ouders kwamen van een agrarisch bedrijf en zijn vader was automonteur. Als kind werkte hij geregeld op het tuinbouwbedrijf van zijn oom, waardoor zijn belangstelling voor het agrarisch bedrijf werd gewekt. Na de middelbare school volgde hij daarom de studierichting tuinbouw van de Hogere Agrarische School in Den Bosch. Na verloop van tijd voelde hij zich echter geroepen tot het priesterambt. Toen het bisdom 's-Hertogenbosch in 1987 de diocesane opleiding tot priester in ere herstelde en het Sint-Janscentrum oprichtte, besloot Van den Hout aan dit seminarie filosofie en theologie te gaan studeren. Op 5 juni 1993 werd hij priester gewijd. Vervolgens verrichtte hij pastorale werkzaamheden in Helmond.
In 1994 ging Van den Hout naar Rome, waar hij zich aan de Pauselijke Universiteit Gregoriana specialiseerde op de exegese van het Oude Testament. In 1997 behaalde hij daar een licentiaat in Bijbelse theologie. Vervolgens keerde hij terug naar Nederland, waar hij werkzaam was als parochiaal medewerker in Tilburg en als pastoor in Drunen-Elshout. Hij doceerde theologie aan de priesteropleidingen van de bisdommen 's-Hertogenbosch (Sint-Janscentrum), Roermond (Rolduc) en Breda (Bovendonk). In 2009 werd hij benoemd tot deken van het decanaat Heusden-Waalwijk-Zaltbommel. Op 1 oktober van dat jaar werd hij benoemd tot pastoor van de Pastorale Eenheid Bommelerwaard (later Parochie H. Franciscus). In 2012 volgde zijn benoeming tot vicaris-generaal van het bisdom 's-Hertogenbosch, als opvolger van mgr. Jan Liesen, die tot bisschop van Breda was benoemd.
Van den Hout promoveerde in 2009 aan de Radboud Universiteit Nijmegen op een proefschrift over de profeet Zacharia.

### Bisschop van Groningen-Leeuwarden
Op 1 april 2017 werd Van den Hout benoemd tot bisschop van Groningen-Leeuwarden. Zijn bisschopswijding vond plaats op 3 juni 2017.
Als bisschop van Groningen-Leeuwarden is hij de opvolger van Gerard de Korte, die in 2016 benoemd werd tot bisschop van 's-Hertogenbosch, als opvolger van bisschop Antoon Hurkmans die met vervroegd emeritaat ging. Hij ontving zijn bisschopswijding uit handen van kardinaal Wim Eijk. Medewijdende bisschoppen waren Gerard de Korte en Rob Mutsaerts. Op 15 augustus 2024 heeft Van den Hout met een viering in de Groningse Sint Jozefkathedraal afscheid genomen van het bisdom Groningen-Leeuwarden.

### Bisschop van Roermond
Op 21 juni 2024 werd bekendgemaakt dat Paus Franciscus Mgr. van den Hout benoemd heeft tot 25e bisschop van Roermond sinds 1559, en de 11e bisschop van het 2e bisdom Roermond sinds 1853. Op 24 augustus 2024 heeft hij tijdens een pontificale hoogmis in de Roermondse Sint-Christoffelkathedraal de bisschopszetel in bezit genomen.

## Wapenspreuk
Als wapenspreuk voert de bisschop In exilio spes ("in ballingschap is er hoop"), uit een van de eucharistische gebeden: "Bevestig uw Kerk die in ballingschap is". "Ballingschap" is een thema dat mgr. Van den Hout vaak in zijn colleges heeft behandeld.
- Gemeinsame Normdatei: 138814791
- International Standard Name Identifier: 0000 0000 8402 3840
- Library of Congress Control Number: nb2010021163
- Nationale Bibliotheek van Israël: 987007298182505171
- Nederlandse Thesaurus van Auteursnamen: 318027895
- Virtual International Authority File: 95437912
- WorldCat: E39PBJymBBGBc74DDdY4hP4g8C